# Морхаус (приход)
Морха́ус (англ. Morehouse Parish, фр. Paroisse de Morehouse) — приход штата Луизиана, США. Официально образован в 1844 году. По состоянию на 2010 год, численность населения составляла 27 979 человек.

## География
По данным Бюро переписи США, общая площадь прихода равняется 2 087,542 км2, из которых 2 059,052 км2 — суша, и 28,490 км2, или 1,400 %, — это водоёмы.

## Население
По данным переписи населения 2000 года на территории прихода проживает 31 021 житель в составе 11 382 домашних хозяйства и 8 320 семей. Плотность населения составляет 15,00 человек на км2. На территории прихода насчитывается 12 711 жилых строений, при плотности застройки около 6,00-ти строений на км2. Расовый состав населения: белые — 55,76 %, афроамериканцы — 43,36 %, коренные американцы (индейцы) — 0,13 %, азиаты — 0,18 %, гавайцы — 0,01 %, представители других рас — 0,12 %, представители двух или более рас — 0,44 %. Испаноязычные составляли 0,74 % населения независимо от расы.
В составе 33,30 % из общего числа домашних хозяйств проживают дети в возрасте до 18 лет, 49,10 % домашних хозяйств представляют собой супружеские пары, проживающие вместе, 19,80 % домашних хозяйств представляют собой одиноких женщин без супруга, 26,90 % домашних хозяйств не имеют отношения к семьям, 24,40 % домашних хозяйств состоят из одного человека, 11,60 % домашних хозяйств состоят из престарелых (65 лет и старше), проживающих в одиночестве. Средний размер домашнего хозяйства составляет 2,64 человека, и средний размер семьи 3,14 человека.
Возрастной состав прихода: 27,50 % моложе 18 лет, 9,50 % от 18 до 24, 26,40 % от 25 до 44, 21,40 % от 45 до 64 и 21,40 % от 65 и старше. Средний возраст жителя прихода 36 лет. На каждые 100 женщин приходится 91,40 мужчин. На каждые 100 женщин старше 18 лет приходится 86,10 мужчин.
Средний доход на домохозяйство прихода составлял 25 124 USD, на семью — 31 358 USD. Среднестатистический заработок мужчины был 31 385 USD против 18 474 USD для женщины. Доход на душу населения составлял 13 197 USD. Около 21,30 % семей и 26,80 % общего населения находились ниже черты бедности, в том числе — 35,90 % молодежи (тех, кому ещё не исполнилось 18 лет) и 23,80 % тех, кому было уже больше 65 лет.